# دوک‌نشین بریتانی
دوک‌نشین بریتانی (برتون: Dugelezh Breizh: Dugelezh Breizh[dyˈɡɛːlɛs ˈbrɛjs] ; فرانسوی: Duché de Bretagne‎: Duché de Bretagne) یک ایالت فئودالی قرون وسطایی بود که تقریباً بین ۹۳۹ تا ۱۵۴۷ وجود داشت. محدوده و قلمروی آن شبه جزیره شمال غربی اروپا را می‌پوشاند که از غرب با اقیانوس اطلس و از شمال به کانال مانش محدود می‌شود. همچنین با رودخانه لوار در جنوب و نورماندی و سایر استان‌های فرانسه در شرق هم‌مرز بود. دوک‌نشین پس از اخراج ارتش وایکینگ‌ها از منطقه در حدود سال ۹۳۹ میلادی تأسیس شد. وضعیت دوک‌نشین، در قرون ۱۰ و ۱۱، از نظر سیاسی ناپایدار بود و دوک‌ها تنها قدرت محدودی را در خارج از سرزمین‌های شخصی خود داشتند. دوک‌نشین روابط مختلطی با دوک‌نشین همسایه‌اش یعنی نورماندی داشت، گاه با آن متحد می‌شد و در زمان‌های دیگر، مانند جنگ برتون و نورماندی، وارد درگیری آشکار می‌شد.
هنری دوم، پادشاه انگلستان در اواسط قرن دوازدهم به بریتانی حمله کرد و در سال ۱۱۵۸ بر اساس قراردادی با دوک کانن چهارم، کنت نانت شد. پسر هنری، جفری، از طریق ازدواج با کنستانس، دوشس موروثی، دوک بریتانی شد. آنژوین‌ها تا زمان فروپاشی امپراتوری خود در شمال فرانسه در سال ۱۲۰۴، کنترل بریتانی را در دست داشتند. سلطنت فرانسه تا پایان قرن سیزدهم نفوذ خود را بر دوک‌نشین گسترش داد. جنگ داخلی در قرن چهاردهم آغاز شد، زیرا مدعیان رقیب برای تصاحب دوک‌نشین در طول جنگ جانشینی برتون با جناح‌های مختلف مورد حمایت انگلستان و فرانسه رقابت کردند.
ماهیت مستقل دوک‌نشین پس از مرگ فرانسیس دوم در سال ۱۴۸۸ به پایان رسید. دوک‌نشین توسط دخترش آنا به ارث رسید، اما شارل هشتم پادشاه فرانسه ازدواج قبلی او را لغو و سپس خود با او ازدواج کرد. در نتیجه، پادشاه فرانسه عنوان دوک بریتانی را با استفاده از حق یوره اوکساریس (به لاتین: jure uxoris) را به دست آورد. پس از مرگ ملکه کلود فرانسه، آخرین دوشس مستقل، تاج دوک در سال ۱۵۳۲ از طریق رای املاک بریتانی با تاج فرانسه متحد شد. پسران او فرانسیس سوم، دوک بریتانی و سپس آنری دوم، پادشاه فرانسه در هر صورت با مرگ پدرشان اتحادیه شخصی ایجاد می‌کردند.
پس از انقلاب فرانسه و در نتیجه شکل‌های مختلف حکومت جمهوری‌خواه فرانسه از سال ۱۷۹۲، نظام départements (یا بخش‌ها) با نظام دپارتمان‌های فرانس جایگزین شد که تحت جمهوری پنجم فرانسه ادامه دارد. در دوران مدرن، بخش‌ها به مناطق اداری پیوسته‌اند، اگرچه منطقه اداری بریتانی کل دوک‌نشین قرون وسطایی را در بر نمی‌گیرد.